# Максимковское сельское поселение
Макси́мковское се́льское поселе́ние — упразднённое в 2013 году муниципальное образование Селижаровского района Тверской области.
Максимковское сельское поселение было образовано в соответствии с законом Тверской области от 28 февраля 2005 г. № 45-ЗО. Включило в себя территории Максимковского и Кашинского сельских округов.
Центр поселения — деревня Максимково.
Законом Тверской области от 28 марта 2013 года № 21-ЗО Дмитровское сельское поселение и Максимковское сельское поселение были преобразованы путём объединения во вновь образованное муниципальное образование Дмитровское сельское поселение Селижаровского района Тверской области. Центр поселения — деревня Дмитрово.
 

## Географические данные
- Общая площадь: 251,9 км²
- Нахождение: южная часть Селижаровского района

## Население
По переписи 2002 года — 364 человека (166 в Кашинском и 198 в Максимковском сельском округе). По переписи 2010 — 288 человек.

## Населённые пункты
На территории поселения находятся следующие населённые пункты:
| №  | Тип нп | Название          | Население (2008 год) |
| -- | ------ | ----------------- | -------------------- |
| 1  | дер.   | Максимково        | 133                  |
| 2  | дер.   | Азародня          | 0                    |
| 3  | дер.   | Болотниково       | 0                    |
| 4  | дер.   | Большие Мошки     | 0                    |
| 5  | дер.   | Гришино           | 14                   |
| 6  | дер.   | Девясилка         | 0                    |
| 7  | дер.   | Дубы              | 7                    |
| 8  | дер.   | Маревка           | 8                    |
| 9  | дер.   | Морочи            | 2                    |
| 10 | дер.   | Парамоновка       | 0                    |
| 11 | дер.   | Проваленная       | 5                    |
| 12 | дер.   | Прутки            | 3                    |
| 13 | дер.   | Тверское          | 1                    |
| 14 | дер.   | Хмелевка          | 23                   |
| 15 | дер.   | Большое Кашино    | 133                  |
| 16 | дер.   | Азаново           | 3                    |
| 17 | дер.   | Борисовка         | 8                    |
| 18 | дер.   | Жегорино          | 1                    |
| 19 | дер.   | Малое Кашино      | 4                    |
| 20 | дер.   | Нижняя Дубровка   | 0                    |
| 21 | дер.   | Новики            | 1                    |
| 22 | дер.   | Ручьевая          | 0                    |
| 23 | дер.   | Сосновка          | 5                    |
| 24 | дер.   | Спасская Власовка | 0                    |
| 25 | дер.   | Шохино-Левченки   | 1                    |

### Бывшие населённые пункты
В 1998 году исключены из учётных данных деревни Аполёныши и Дубовка.
Исчезнувшие населённые пункты.
В Максимковском (бывшем Тверском) сельсовете:
- дер. Апалёныши
- дер. Дубовка
- дер. Змеевка
- дер. Крапивенка
- дер. Малые Мошки
- дер. Могилицы
- дер. Пырошня
- дер. Сувидово

В Кашинском (бывшем Азановском) сельсовете:
- 1. дер. Баевка
- 2. дер. Болдовка
- 3. дер. Брезгушка
- 4. дер. Бутырки
- 5. дер. Вишнёвка
- 6. дер. Желтухи
- 7. дер. Карелы
- 8. дер. Карпечиха
- 9. дер. Лединки
- 10.дер. Малюги
- 11.дер. Плоское
- 12.дер. Покровская Власовка
- 13.дер. Пустошка
- 14.дер. Разехино
- 15.дер. Ржище
- 16.дер. Ровная
- 17.дер. Сальничиха
- 18.дер. Семенцово
- 19.дер. Сухарево
- 20.дер. Сысоево
- 21.дер. Филиппово
- 22.дер. Хмелёвка
- 23.дер. Хомутово
- 24.дер. Шедовка
- 25.дер. Щекино
- Рядом со Спасской Власовкой когда-то был погост Спас-Перебор.

## История
В 11—12 веках территория поселения относилась к Смоленской земле. В 12—13 веках входила в удельное Торопецкое княжество, в 14—15 веках находилась на границе между Ржевскими землями и владениями Великого княжества Литовского. В 16—17 относилась к Ржевскому уезду Русского государства.
С образованием в 1796 году Тверской губернии территория поселения вошла в Осташковский уезд.
В XIX-начале XX века деревни поселения относились к Самушкинской волости Осташковского и Пыжевской волости Ржевского уездов Тверской губернии. Деревни Ручьевая и Новинки относились к Бельскому уезду Смоленской губернии.
После ликвидации губерний в 1929 году территория поселения входила:
- в 1929—1935 годы в Западную область, Селижаровский район,
- в 1935—1936 годы в Калининскую область, Селижаровский район,
- в 1936—1963 годы в Калининскую область, Кировский и Молодотудский район,
- в 1963—1965 годы в Калининскую область, Осташковский район,
- в 1965—1990 годы в Калининскую область, Селижаровкий район,
- с 1990 в Тверскую область, Селижаровский район.

В 1940-50-е годы на территории поселения существовали Тверской сельсовет Кировского района и Азановский сельсовет Молодотудского района Калининской области.

## Известные люди
В деревне Проваленная родился Герой Советского Союза Александр Никитович Гуданов.